# Ischnafiorinia malayana
Ischnafiorinia malayana är en insektsart som beskrevs av Takahashi 1942. Ischnafiorinia malayana ingår i släktet Ischnafiorinia och familjen pansarsköldlöss.
Artens utbredningsområde är Singapore. Inga underarter finns listade i Catalogue of Life.